# Diyatalawa
Diyatalawa est une ville du Sri Lanka située sur les plateaux du centre de l'île à 1 200 mètres d'altitude. Principal camp de concentration de l'Empire britannique à Ceylan pendant la seconde guerre des Boers, elle accueille toujours une importante garnison de nos jours.